# Требник троих
«Требник троих» — литературно-художественный сборник, выпущенный группой кубофутуристов «Гилея» в 1913 году.

## История
Книга была выпущена в марте 1913 года издателями Георгием Кузьминым и Сергеем Долинским тиражом 1100 экземпляров в старой орфографии. Все иллюстрации воспроизведены литографским методом.
Название восходит к церковной терминологии: требой называют богослужебный обряд, которые совершается по просьбе верующих, а требником — книгу с молитвами для его совершения.
С точки зрения издательской эстетики «Требник троих» выполнен нарочито дёшево: на серовато-зелёной бумаге, в грубой холщовой обложке. В то же время исполнение обложки, на которой есть только название книги, оценивается как удачное, поскольку имеет эффект афиши — в противоположность графическим обложкам книг Алексея Кручёных, конкурировавшего в издательской деятельности с составителем «Требника троих» Давидом Бурлюком.

## Содержание

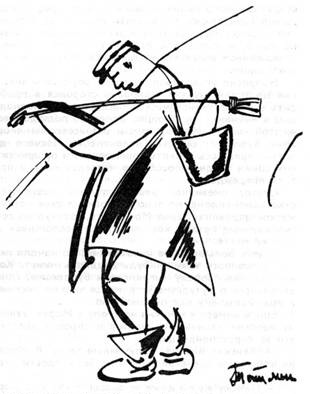
Иллюстрация Владимира Татлина к стихотворению Давида Бурлюка «Закат маляр широкой кистью...»

Несмотря на название и на то, что главными участниками сборника были заявлены три поэта — Велимир Хлебников, Владимир Маяковский и Давид Бурлюк, в книгу также вошли стихотворения Николая Бурлюка. Поэт-футурист Бенедикт Лившиц отмечал, что фактически «это был „Требник четырёх“». Давид Бурлюк, по всей видимости, пытаясь выйти из ситуации с нестыковкой названия и количества представленных поэтов, объединил в данных сборника своё имя и имя брата Николая — Д. Н. Бурлюк. Литературовед Владимир Марков, иронизируя над несоответствием названия содержанию, писал, что «название свидетельствует о победе аллитерации над содержанием», то есть логика принесена в жертву звуковой выразительности. В книгу также включена графика Давида Бурлюка, Владимира Маяковского, Владимира Бурлюка, Надежды Бурлюк и Владимира Татлина.  
Стихотворения Велимира Хлебникова по преимуществу словотворческие, часть из них представляют собой набор авторских неологизмов. 
Некоторые стихотворения Владимира Маяковского позже публиковались в изменённом виде. Так стихотворение «На чешуе жестяной рыбы...» позже стало известно как «А вы могли бы?», стихотворение «Слезают слёзы с крыши в трубы...» — под названием «Кое-что про Петербург». Произведение «Разговариваю с солнцем у Сухаревой Башни» стало называться «Из улицы в улицу», в его состав вошли и следующие фрагменты: «Железных коней с окон бегущих домов...», «Пёстр как фо-рель-сы-н...», «Мы завоёваны...», «Тело жгут руки...», «Ветер колючий трубе вырывает...». Фрагменты «Читайте железные книги...» и «Когда же узрите в парче вен...» впоследствии составили стихотворение «Вывескам», фрагменты «Рассказ о влезших на подмосток...» и «И лишь светящаяся груша...» были включены в стихотворение «Театры», фрагменты «Раздвинув локтем тумана дрожжи...», «Вулканы бёдра за льдами платий...» и «Восток заметил их в переулке...» — в стихотворение «За женщиной». В то же время невозможно утверждать, что это изначально были отдельные стихи, несмотря на то что каждый из отрывков публикуется в издании на отдельной странице и границы между ними никак не обозначены графически. Владимир Марков считает фрагменты отдельными произведениями, отмечая, что в отношении стихотворений Хлебникова, изданных в той же манере, более поздние издатели не пришли к единому мнению, за что критиковали Давида Бурлюка. 
В отличие от многих футуристических изданий, «Требник троих» не содержит намеренной эстетической провокации или литературного манифеста, отсутствуют здесь проза и публицистика: в нём есть только стихотворения, снабжённые портретами авторов и иллюстрациями, а также каталог издательства. 

### Стихотворения

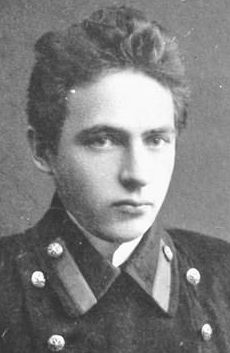
Велимир Хлебников
- «Урахающее войско...»
- «Трепетва...»
- Заведка («Мру...»)
- «между озера зеркал...»[7]

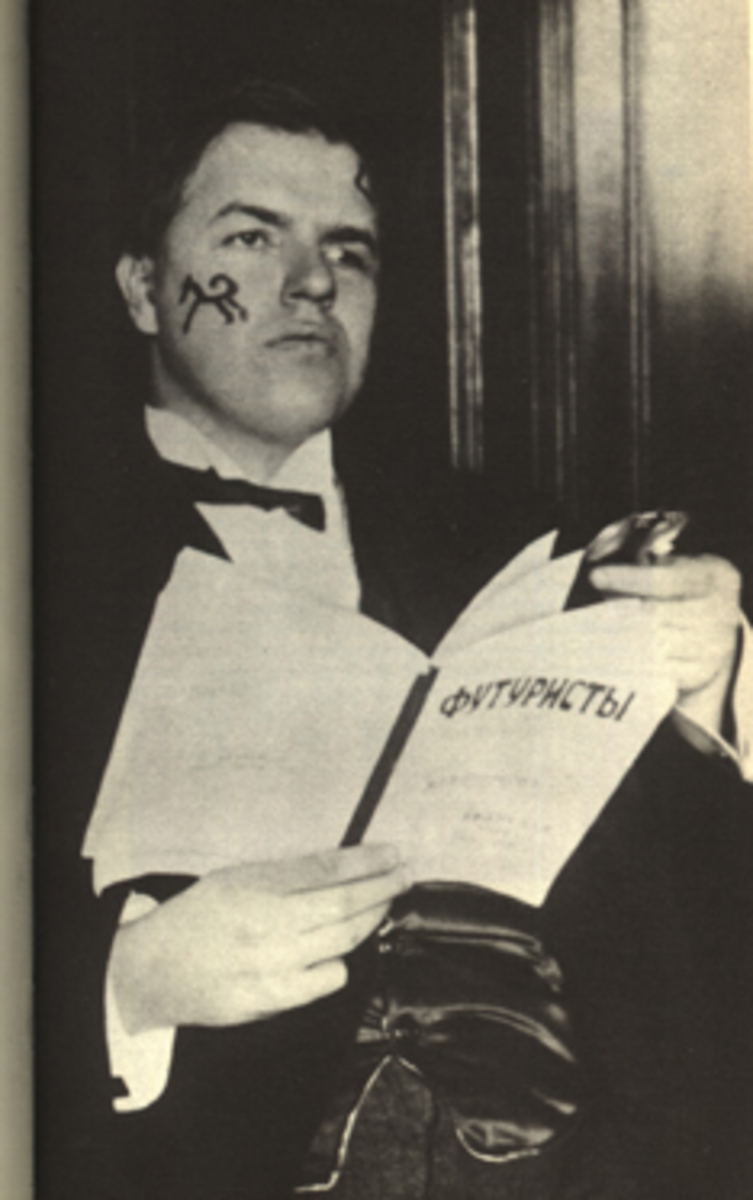
Давид Бурлюк

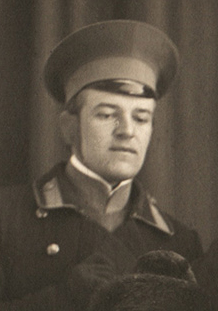
Николай Бурлюк

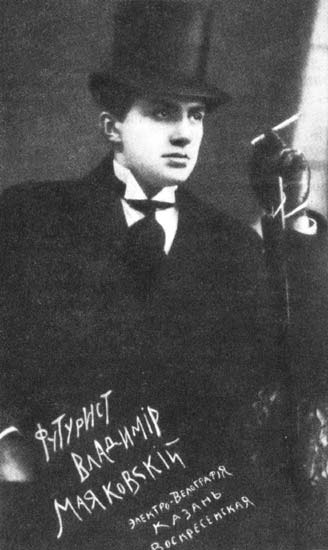
Владимир Маяковский

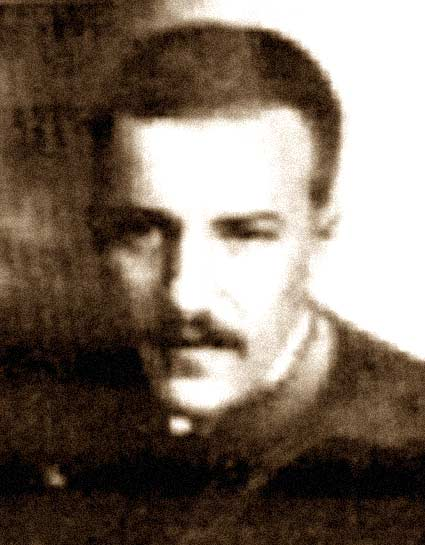
Владимир Бурлюк

Надежда Бурлюк

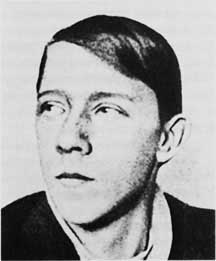
Владимир Татлин

- 8+a лет («Стая ласточек воздушных...»)
- «Зарошь...»
- «От Косова я...»
- «От Грюнвальда...»
- «Веколь...»
- «мне спойте про девушек чистых...»
- Имена действующих лиц («Негава...»)
- «Немь лукает луком немным...»
- «Времыши-камыши...»
- «Я в тебя молитвой мечу...»
- В грезогах-соногах
- «Пламень леунности влас...»
- «И навиков скаканье...»
- «Зоры позоры...»
- «Там где жили свиристели...»
- «Сероватень...»
- «И мертвостынь старого черепа...»
- (старое) («Неголи лёгких дум...»)
- «Тебя пою мой Синий сон..»
- «Снежоги...»
- «Умнязь...»

Владимир Маяковский
- «На чешуе жестяной рыбы...»
- Разговариваю с солнцем у Сухаревой Башни («У-лица...»)
- «Железных коней с окон бегущих домов...»
- «Пёстр как фо-рель-сы-н...»
- «Мы завоёваны...»
- «Тело жгут руки...»
- «Ветер колючий трубе вырывает...»
- «Читайте железные книги...»
- «Когда же узрите в парче вен...»
- «Рассказ о влезших на подмосток...»
- «И лишь светящаяся груша...»
- «Слезают слёзы с крыши в трубы...»
- «Раздвинув локтем тумана дрожжи...»
- «Вулканы бёдра за льдами платий...»
- «Восток заметил их в переулке...»

Николай Бурлюк
- «Тобой измученный я знаю...»
- «Как усоногий рак...»
- «К ланитам клонится корявый палец...»
- «Дождя внушенье — нюх ничтожный...»
- «Запоминай в пути приметы...»
- «Над степью крыш...»
- «Осколки туч пронзают землю...»
- «Ночное бдение — как яд кошмаров...»
- «Жене пронзившей луком...»
- «Я не чудак, не юродивый...»
- «Мне, верно, недолго осталось...»
- «Улыбка юноше знакома...»
- «Если ночью моста посреди...»
- «На облучках саней стенящих...»
- «Перед рассветом станет влажно...»

Давид Бурлюк
- «Зори раскинут кумач...»
- «Чрево ночи зимней пусто...»
- «Дверь заперта навек навек...»
- «Это серое небо...»
- «Поля пусты...»
- «Деревья спутали свои ветки...»
- «Блоха болот...»
- «Вещатель тайного союза...»
- «О злакогривный истукан...»
- «Закат маляр широкой кистью...»
- «На зелени травы сияет первый снег...»
- «Природа смрадный труп...»
- «Занемогла не захотела...»
- «Клонись клонись над краем бездный...»

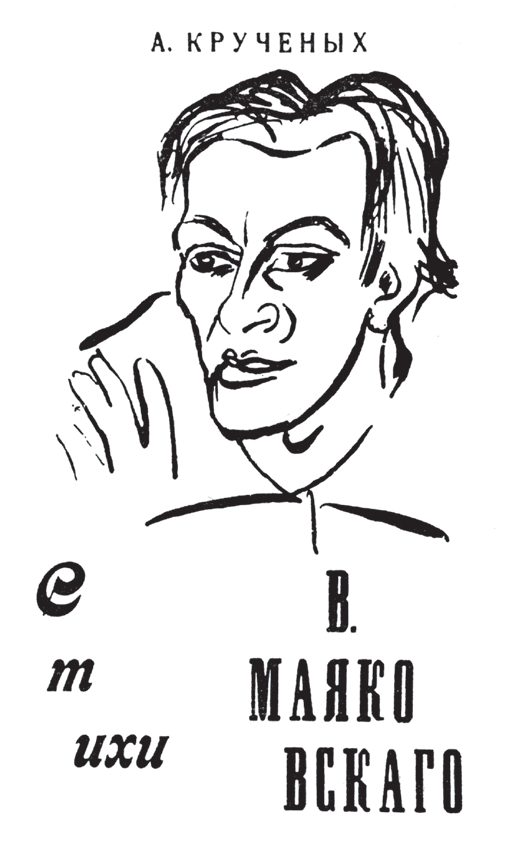
Портрет Владимира Маяковского работы Давида Бурлюка из «Требника троих»

- «Когда уходит свет дневной...»
- «Пред этой гордою забавой...»

### Графика
Каждый авторский раздел стихотворений иллюстрирован портретами авторов. Стихи Велимира Хлебникова сопровождаются его портретами работы Владимира Маяковского и Надежды Бурлюк. Исследователь Владимир Поляков называет первый портрет одним из лучших в иконографии Хлебникова: «копна волос, напоминающая птичий хохолок, острая линия носа, взметнувшаяся дугой бровь, выпяченная вперёд верхняя губа — доносят до нас знаменитый „птицеподобный“ облик „Короля Времени“». Второй рисунок — силуэтный: предположительно Надежда Бурлюк обвела тень от профиля Хлебникова, появившуюся на листе бумаги. 
Стихам Владимира Маяковского также предпосланы два графических портрета работы Давида Бурлюка и Владимира Бурлюка. Первый из них, на котором Маяковский запечатлён в необычном состоянии внутренней сосредоточенности, запомнился современникам. По словам поэта-футуриста Сергея Спасского, это было одно из самых непохожих изображений Маяковского: «молодой человек с закинутыми назад волосами». В 1914 году эту иллюстрацию использовал Алексей Кручёных, поместив его на обложку книги «Стихи В. Маяковского: Выпыт» — первого издания, посвящённого творчеству и личности поэта. Кроме того, Маяковский в сборнике сам иллюстрировал своё стихотворение «Читайте железные книги…», рисунок к тому же произведению сделал и Владимир Татлин.
Стихи Николая Бурлюка иллюстрированы его портретом, который выполнил Давид Бурлюк. 
Стихи Давида Бурлюка предваряет его портрет в котелке, исполненный Владимиром Бурлюком. В тот же раздел включены два портрета Владимира Бурлюка — работы Владимира Татлина (в фуражке) и Давида Бурлюка и ещё одна иллюстрация Татлина к стихотворению «Закат маляр широкой кистью...» Завершают раздел четыре рисунка Давида Бурлюка в примитивистской манере, изображающие, по словам Алексея Кручёных, «толстых голых баб во всех поворотах», чьи фигуры были частично разъяты на формы и плоскости.

### Реклама
В конце сборника представлен рекламный каталог издательства Г. Кузьмина и С. Долинского. В него входят футуристические издания: сборники «Пощёчина общественному вкусу» и «Требник троих», книги Алексея Кручёных и Велимира Хлебникова «Игра в аду» и «Мирсконца», книги Кручёных «Старинная любовь», «Пустынники», «Помада» и «Полуживой».

## Реакция и критика

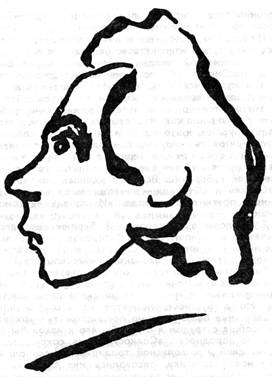
Портрет Велимира Хлебникова работы Владимира Маяковского из «Требника троих»

Поэт Вадим Шершеневич, близкий к эгофутуризму, среди авторов сборника выделял только Владимира Маяковского: «Его поэзы стали неожиданно сильны, интересны; образы помимо новизны отличаются меткостью; ритм интересен и своеобразен; сюжет всюду подходит под форму». Однако Хлебников, по его оценке, «скучен и бесцветен», Давид Бурлюк «просто бездарен», а с Николаем Бурлюком не «считаются даже участники сборника», поскольку название не соответствует числу поэтов.
Литературовед Владимир Марков считает удачной цель сборника — познакомить читателей с поэтическими достижениями футуристов. По его мнению, Велимира Хлебникова после «Требника троих» впервые узнали как мастера поэтической миниатюры и отрывка. Он называет подборку Хлебникова превосходной, а большинство стихотворений, включённых в неё, подлинными жемчужинами, которые достигают совершенства в своей «прозрачной неясности».
Особенно искусно придуманы имена персонажей воображаемой русской трагедии (какую мог бы написать, к примеру, Сумароков): Негава, Служава, Белыня, Быстрец, Умнец, Влад, Сладыка. В этих именах выражены характер и положение действующих лиц в духе XVIII века; начинаешь даже смутно представлять себе некий сюжет, который они разыгрывают.
Говоря о представленных в сборнике стихотворения Маяковского, Марков отмечает, что нигде больше его урбанистический кубизм не был представлен так хорошо.
Самым удивительным в «Требнике троих» исследователь называет то, что стихи Давида и Николая Бурлюков соответствют уровню Хлебникова и Маяковского. Николай Бурлюк показал себя как второстепенного, однако зрелого поэта, обладающего собственной техникой. Что же касается Давида Бурлюка, то он достигает в «Требнике троих» стилистического и ритмического успеха.
Если в «Пощёчине общественному вкусу» русские футуристы внезапно и энергично напали на современную и прошлую русскую литературу, если в «Садке судей II» они заявили о себе как о единственных обладателях новой эстетики, а в «Союзе молодёжи» продемонстрировали, что в русском искусстве у них есть союзники, то в «Требнике троих» они доказали, что способны создавать первоклассную поэзию.